# Balingen
Balingen är en stad i delstaten Baden-Württemberg i Tyskland. Staden, som har cirka 35 100 invånare, på en yta av 90,34 kvadratkilometer, är huvudort i distriktet Zollernalbkreis och ligger i regionen Schwäbische Alb, ungefär 35 km söder om Tübingen, 35 km nordöst om Villingen-Schwenningen och 60 km sydväst om Stuttgart.
Kommunen består av ortdelarna (tyska Ortsteile) Balingen, Endingen, Engstlatt, Erzingen, Frommern, Ostdorf, Rosswangen (tyska Roßwangen), Stockenhausen, Streichen, Weilstetten och Zillhausen.
Staden ingår i kommunalförbundet Balingen tillsammans med staden Geislingen.

## Befolkningsutveckling
| Befolkningsutvecklingen i Balingen 1975–2015 | Befolkningsutvecklingen i Balingen 1975–2015 | Befolkningsutvecklingen i Balingen 1975–2015 | Befolkningsutvecklingen i Balingen 1975–2015 | Befolkningsutvecklingen i Balingen 1975–2015 |
| -------------------------------------------- | -------------------------------------------- | -------------------------------------------- | -------------------------------------------- | -------------------------------------------- |
|                                              |                                              |                                              |                                              |                                              |
| År                                           |                                              |                                              | Folkmängd                                    | Areal (ha)                                   |
| 1975                                         | 1975                                         |                                              | 29 310                                       | 9 035                                        |
| 1980                                         | 1980                                         |                                              | 29 738                                       | 9 034                                        |
| 1985                                         | 1985                                         |                                              | 29 881                                       |                                              |
| 1990                                         | 1990                                         |                                              | 31 738                                       |                                              |
| 1995                                         | 1995                                         |                                              | 33 624                                       |                                              |
| 2000                                         | 2000                                         |                                              | 33 700                                       |                                              |
| 2005                                         | 2005                                         |                                              | 34 402                                       |                                              |
| 2010                                         | 2010                                         |                                              | 33 959                                       |                                              |
| 2015                                         | 2015                                         |                                              | 33 640                                       |                                              |
|                                              |                                              |                                              |                                              |                                              |